# Ковбич Марія Ульянівна
Марі́я Улья́нівна Ко́вбич (1914 , Городище, Сосницький повіт, Чернігівська губернія, Російська імперія  — 12 березня 1943 , Березна, Чернігівська область, Українська РСР, СРСР ) — українська колгоспна механізаторка (трактористка, комбайнерка) і державна діячка. Депутатка Верховної Ради УРСР першого скликання (1938–1943). Одна з двох (разом з Катериною Євган) перших жінок-трактористок Березнянщини.  

## Біографія
Народилася 27 березня 1914 року в родині селянина-бідняка в селі Городище на Чернігівщині. 
1933 року вступила до колгоспу «Червона зірка» села Городище. У 1934—1935 рр. — закінчила курси механізаторів (трактористів), 1935 року — курси комбайнерів.
Створила першу у повіті жіночу тракторну бригаду. У її складі були жінки з Березни, по дві з сусудніх сіл Гусавки, Городища, Синявки, Локнистого. Слава про наполегиву працю бригади Марії Ковбич розішлась по області, про неї писали газети. 
У 1938–1941 роках — бригадирка тракторної бригади Березинської МТС Чернігівської області, голова сільської ради. У 1938 році її тракторна бригада виробила на тракторі ХТЗ 1046 гектарів, зекономивши 301 кг пального.
26 червня 1938 року обрана депутаткою Верховної Ради УРСР першого скликання по Куликівській виборчій окрузі № 144 Чернігівської області. Членкиня Мандатної комісії Верховної Ради УРСР.
Член ВКП(б) з 1940 року. У 1940 або 1941 р. одружилася з березинцем Микитою Подою, заступником директора Березнянської МТС. 
Під час німецько-радянської війни (і тимчасової німецької нацистської окупації 1941—1943 рр.) залишилася на окупованій території. Її чоловік організовував підпільну роботу. Була вагітною, восени 1942 р. народила сина Олександра. Наприкінці зими 1943 р. подружжя було видане місцевими поліцаями-колабораціоністами до рух німецької польової жандармерії і після катувань 12 березня 1943 розстріляне німцями в Березній разом з іншими підпільниками.
Похована у братській могилі разом із іншими жертвами нацистських розстрілів на Червоному цвинтарі, Березна.
В останні хвилини перед розстрілом подружжя рідна сестра чоловіка врятувала їх 6-шестимісячного сина і потім виростила його як рідного сина. У 1960—1990-ті роки Олександр Микитович Пода працював у Березні бригадиром будівельної бригади, був нагороджений орденом Трудового Червоного Прапора.

## Нагороди
- Орден «Знак Пошани» (7.02.1939)